# Королевская конная артиллерия
Королевская конная артиллерия (англ. Royal Horse Artillery) — артиллерийское подразделение Великобритании, входящее в состав Королевского полка артиллерии Британской армии. Образовано в 1793 году. Название сохраняется и в настоящее время как дань британским традициям и британской культуре, однако лошади появляются исключительно на торжественных церемониях и парадах, будучи выведенными из состава армии в 1930-е годы.

## История
В 1793 году после начала Наполеоновских войн Великобритания и её союзники объявили Франции войну, которая стала известна как Война первой коалиции. Поводом стала оккупация Францией дельты Рейна и Антверпена, что стало началом Фламандской кампании. Британия враждовала с Францией в течение 22 лет, за которые добилась значительного прогресса в артиллерийском деле:p 24. В январе 1793 года в Гудвуде, Восточный Сассекс, были созданы две батареи конной артиллерии (батарея A, позднее названная «Каштановой», и батарея B). Командовал ими генерал-фельдцейхмейстер Чарльз Леннокс, который отвечал за огневую поддержку кавалерийских частей. В ноябре 1793 года появились ещё две батареи, в составе каждой были по шесть 6-фунтовых пушек. Весь личный состав конной артиллерии передвигался на лошадях, коих было 187, также ещё было 45 водителей повозок. Тем самым в британской армии появилось первое самообеспечивающееся артиллерийское подразделение:p 24.
Изначально на лошадях разъезжали гражданские лица, а в 1794 году даже появился Корпус наездников (который стал полноценным подразделением королевской артиллерии только после битвы при Ватерлоо). Но долгое время до объединения наездников и лошадей в единое подразделение в конной артиллерии были проблемы с внутренним управлением. Ещё одним шагом к повышению мобильности и организованности подразделения стало создание штаба, который соединял полк и Совет по вооружению. Первым бригадным майором стал Джон Маклеод, ставший в 1795 году также и первым заместителем генерал-адъютанта. К 1806 году в составе Королевской конной артиллерии были уже 11 батарей, в том числе 10 рот и 7-й батальон Королевской ирландской артиллерии (все появились после Акта об унии Великобритании и Ирландии):p 25.
В 1859 году батальоны были преобразованы в бригады:p 64: в конной артиллерии стало пять бригад по две батареи каждая. С 1899 по 1924 годы вся артиллерия была разделена, пока существовала Королевская полевая артиллерия, использовавшая лошадей для перевозки орудий среднего калибра. В 1908 году после образования Территориальных сил артиллерия старых Добровольческих сил была преобразована в пешую, конную и гарнизонную: 12 батарей были отданы конной артиллерии, а ещё две — Почётной артиллерийской роте. Территориальные батареи состояли из 4 орудий каждая (при 6 орудиях в регулярных батареях). Основным вооружением частей Королевской конной артиллерии в Территориальной армии была 15-фунтовая скорострельная пушка, хотя до 1914 года на вооружении была и 15-фунтовая пушка казённого заряжания.
Перед началом Первой мировой войны в составе конной артиллерии были 25 батарей, 11 из которых несли службу в британской Индийской армии и были оснащены 13-фунтовыми скорострельными пушками. В 1920-е годы конная артиллерия уже перестала быть конной, потому что орудия буксировались при помощи тягачей и грузовиков. С 1927 года средняя артиллерия буксировалась тракторами, а к 1937 году девять полевых бригад стали механизированными (как и в конной артиллерии):p 104. В 1939 году последняя конная батарея K стала механизированной, к тому моменту уже бригады были преобразованы в полки:p 103.
В годы Второй мировой войны роль конной артиллерии ничем не отличалась от обычной полевой. Согласно британским воинским уставам:

Роль королевского артиллериста, как и ранее, заключается в том, чтобы отстреливаться из своего орудия, не заботясь о самом себе, но до последнего снаряда в помощь иному оружию:p 107.
Оригинальный текст (англ.)The role of the Royal Artilleryman is, as it has ever been, to fight his gun, forgetful of self, to the last round in support of other arms.

Всего же королевская конная артиллерия участвовала в Наполеоновских войнах, подавлении восстания сипаев, Крымской войне, войнах с зулусами и бурами и обеих мировых войнах. В настоящее время Отряд Его Величества королевской конной артиллерии, участвуя в церемониях и парадах, напоминает о тех старых временах, когда орудия буксировались лошадями и когда сами артиллеристы передвигались на лошадях.

## Королевская конная артиллерия в наши дни

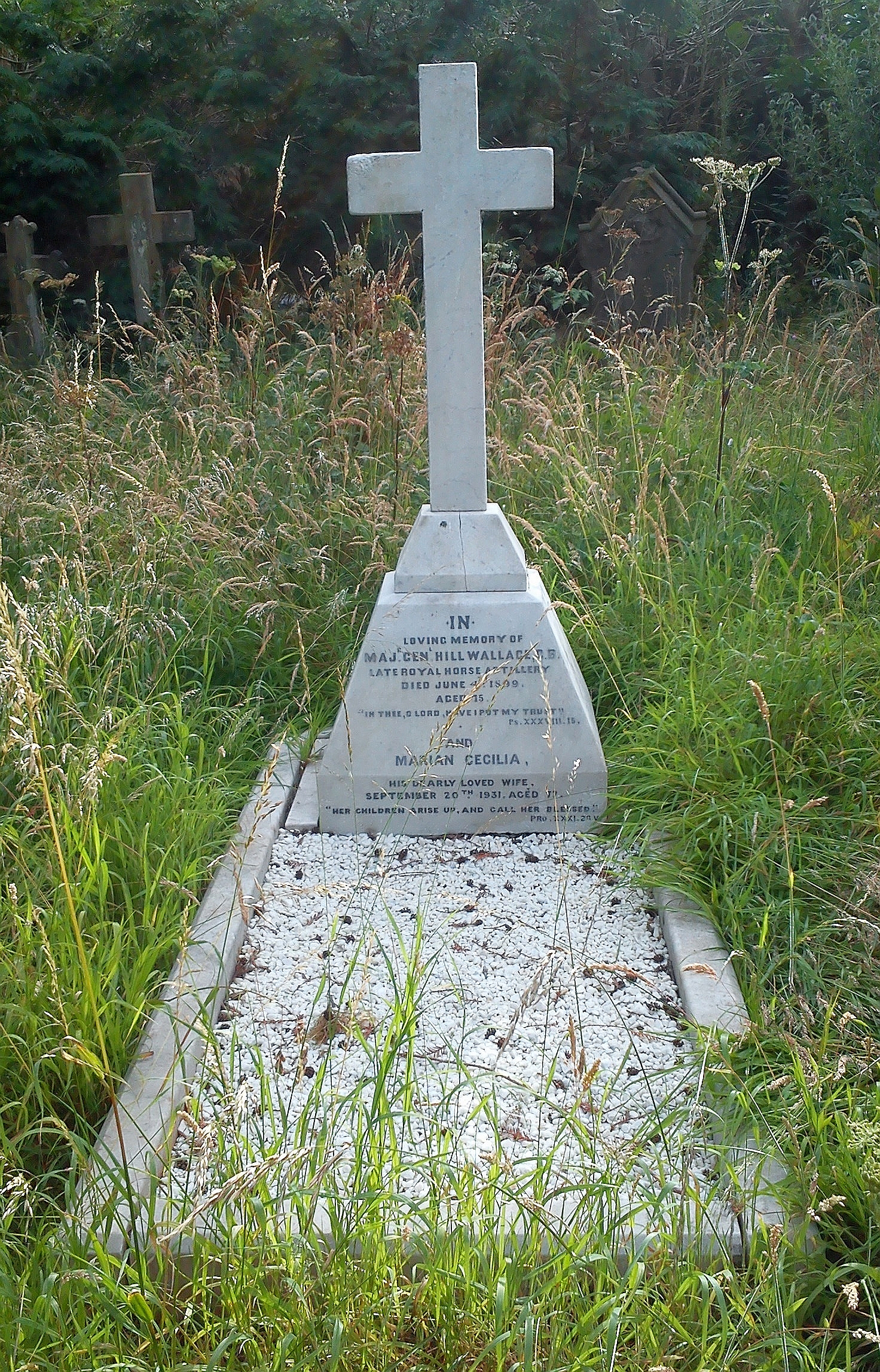
Могила генерал-майора Хилла Уоллеса, служившего в Королевской конной артиллерии

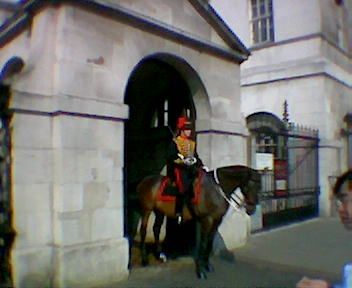
Гвардеец отряда его величества на параде гвардейских кавалеристов

В настоящий момент существуют четыре полка, на головных уборах солдатов которых есть кокарда Королевской конной артиллерии:
- Отряд Его Величества королевской конной артиллерии: церемониальное подразделение, которое участвует в парадах и различных церемониях; им используются 13-фунтовые скорострельные пушки[англ.] для салюта;
- 1-й полк королевской конной артиллерии: известен также как «Южно-Йоркские и Мидлендские канониры»
- 3-й полк королевской конной артиллерии: известен также как «Ливерпульские и Манчестерские канониры»
- 7-й парашютный полк королевской конной артиллерии: образован в 1962 году на основе 33-й парашютного полевого артиллерийского полка, служил до 1977 года в составе 16-й отдельной парашютной бригадной группы[англ.]. В Германии он был переквалифицирован как наземное (не воздушно-десантное подразделение), а после возвращения в Олдершот был включён в 5-ю пехотную бригаду[англ.] и восстановлен в своей аэромобильной роли. Состоит сейчас в 16-й десантно-штурмовой бригаде в Колчестере, вооружён 105-мм пушками L118, сбрасываемыми с воздуха с самолёта Lockheed C-130 Hercules.

Трижды солдаты Королевской конной артиллерии исполняли обязанности телохранителей Её Величества: в январе 1979 года (1-й полк), в марте 1989 года (7-й полк) и в апреле 2007 года (Отряд Его Величества). Отряд Его Величества ежегодно в течение трёх недель в августе исполняет обязанности телохранителей королевы в Уайтхолле, пока Конный полк дворцовой кавалерии присутствует на летних учениях.

## Униформа
Артиллеристы носили синие кавалерийские мундиры с золотым кружевом и красной отделкой. Их шинели были серого цвета с красными полосами, головными уборами были шлемы Тарлетона. Холодным оружием были лёгкие кавалерийские сабли образца 1796 года.

## Интересные факты
- Союзным подразделением является Канадская королевская конная артиллерия[англ.][9].
- На парадах части Королевской конной артиллерии появляются одними из первых: раньше них выезжают только подразделения Дворцовой кавалерии, а после Королевской конной артиллерии выдвигаются части Королевского бронетанкового корпуса.